# Marc Henniquiau
Marc Henniquiau (1958 - 12 december 2010) was een Belgische striptekenaar. Hij was vooral bekend als assistent van Jacques Martin voor de reeksen Alex en De reizen van Alex.

## Carrière
Henniquiau begon zijn carrière als striptekenaar in 1984 met de hulp van Franz Drappier. Tussen 1985 en 1990 maakte hij korte historische stripverhalen voor het stripblad Kuifje, vaak op scenario van Yves Duval. In deze periode gebruikte hij het pseudoniem Kio. In de jaren negentig werd Henniquiau assistent van Jacques Martin, waarbij hij in de periode 1996-2005 bij vijf albums in de serie Alex Rafael Moralès assisteerde.
In 1997 en 1999 maakte Henniquiau in de educatieve serie De reizen van Alex de illustraties voor twee albums over antieke scheepvaart (La marine antique deel 1 en 2). In 2002 deed hij hetzelfde voor een album over Pompeï. Hij nam ook deel in het tekenen van figuren voor de albums over het oude Rome en het oude Griekenland. Er waren plannen voor een tweede deel over Pompeï, die door zijn overlijden op 52-jarige leeftijd in 2010 niet werden uitgevoerd.
- Bibliothèque nationale de France: cb13204697r (data)
- International Standard Name Identifier: 0000 0000 6808 2533
- Library of Congress Control Number: no2013086498
- Nationale Bibliotheek van Tsjechië: xx0201805
- Nederlandse Thesaurus van Auteursnamen: 15241536X
- Système universitaire de documentation: 057545235
- Virtual International Authority File: 98921558